# Saint-Ouen-sur-Maire
Saint-Ouen-sur-Maire település Franciaországban, Orne megyében. Lakosainak száma 91 fő (2018. január 1.). Saint-Ouen-sur-Maire Sevrai, Batilly, Lougé-sur-Maire és Saint-Brice-sous-Rânes községekkel határos.

## Népesség
A település népessége az elmúlt években az alábbi módon változott:
| Lakosok száma | 79   | 93   | 91   | 130  | 129  | 108  | 104  | 103  | 102  | 91   |
|               | 1962 | 1968 | 1975 | 1982 | 1990 | 2008 | 2013 | 2015 | 2017 | 2018 |